# 托米納巴爾卡
46°37′26″N 32°18′28″E / 46.62389°N 32.30778°E
托米納巴爾卡（烏克蘭語：Томина Балка）是烏克蘭南部赫爾松州赫尔松区比洛泽尔卡市镇內的村莊。該村始建於1840年，面積1.32平方公里，海拔高度5米，2001年人口1,145，人口密度每平方公里868.1人。